# 13 Batalion Schutzmannschaft SD
13 Batalion Schutzmannschaft SD (niem. Schutzmannschafts Bataillon der SD 13) – ochotnicza kolaboracyjna jednostka niemieckiej Służby Bezpieczeństwa Reichsführera SS (SD) podczas II wojny światowej, złożona z Białorusinów.

## Sformowanie i organizacja
W grudniu 1942 w wyniku rozmów niemieckiej SD z przedstawicielami samorządu białoruskiego podjęto decyzję o utworzeniu z Białorusinów oddziału policji bezpieczeństwa w sile batalionu. Formowanie rozpoczęło się na początku stycznia 1943 w okupowanym Mińsku. Kolaboranci pochodzili z rejonu bobrujskiego, połockiego, baranowickiego, mołodeckiego i brzeskiego.
Dowódcą batalionu został niemiecki oficer, zaś dowódcami wszystkich pododdziałów Białorusini, wybrani przez głównego referenta kolaboracyjnej „Białoruskiej Samoobrony” majora Franciszka Kuszala (byli to podporucznicy Mazur, Orsicz oraz porucznicy I. Miałeżka, Drozd, Mochart, Kałka, Wiktar Czebotarewicz, Bandyk i nieco później Iwanicki). Oficjalnym językiem był język białoruski. Umundurowanie i uzbrojenie było niemieckie. Na mundurach noszono dodatkowo kokardy w barwach białoruskich i naszywkę na lewym rękawie.
Szkolenie zakończyło się w połowie marca 1943. Oddział osiągnął liczebność ok. 400 ludzi. Dowódcami dwóch kompanii po ok. 200 ludzi zostali ppor. Mazur i ppor. Orsicz, a oficerem propagandowym został porucznik W. Czebotarewicz.

## Historia
W maju tego roku kolaboranci przeprowadzili swoją pierwszą akcję antypartyzancką. Niemcy byli zadowoleni z ich postawy bojowej, zaś wszyscy zabici zostali pochowani z wojskowymi honorami. Całe lato batalion wiódł boje z partyzantami. Jesienią uzupełniła go nowa kompania sformowana w Wilejce przez tamtejsze SD (na jej czele stał por. Arkadij Kaczan). Ponadto z rejonu głębockiego przybył ok. 150-osobowy oddział pod dowództwem porucznika Jakubienki.
W tym samym czasie pojawiły się pierwsze konflikty pomiędzy oficerami niemieckimi i białoruskimi dotyczące obsady stanowisk podoficerskich. Najgłośniejsza była sprawa ppor. Mazura, który był ambitny i impulsywny. Ppor. Mazura skierowano do szkoły oficerskiej w Berlinie na przeszkolenie. Zgłosił się do budynku SD po stosowne dokumenty i nikt nigdy go już nie zobaczył. Niemcy poinformowali, że zginął w Poczdamie w czasie bombardowania. Żołnierze batalionu podawali w wątpliwość te wyjaśnienia, a śmierć ppor. Mazura pozostała zagadką.
Następnie cały batalion został przeniesiony z Mińska do Wilejki, gdzie dołączyli do niego kolejni kolaboranci. W rezultacie jego liczebność wzrosła do około 1000 ludzi. Przemianowano go jednocześnie na 13 Białoruski Batalion Policyjny SS (przez miejscową ludność był nazywany białoruskim batalionem SS). Batalion został przez Niemców podzielony na poszczególne pododdziały, które rozmieszczono we wszystkich rejonach Okręgu Generalnego „Weißruthenien”, podporządkowując je miejscowym komendantom SD. Większa część batalionu pozostała w Wilejce.
Pod koniec czerwca 1944 batalion wraz z wojskami niemieckimi rozpoczął ewakuację z Białorusi. Oddział trafił do Augustowa (Polska). Narastające konflikty niemiecko-białoruskie doprowadziły do dezercji około 150 żołnierzy na czele z porucznikiem Antonem Bandykiem, Drozdem i Mochartem. Drozd i Mochart zostali pojmani i rozstrzelani (według innego przekazu por. Mochart został tylko ranny i zdołał uciec). Dowódca batalionu zwolnił wszystkich białoruskich oficerów z pełnionych obowiązków i podporządkowano ich rozkazom ROA. Mijając Narew, batalion dotarł do Ciechanowa.
Z Ciechanowa część pododdziałów batalionu (ochotnicy) została skierowana do tłumienia Powstania Warszawskiego. W dniach od 3 sierpnia do 13 września 1944 ich zadaniem była ochrona budynków urzędów SS w Warszawie przy al. Szucha, Róż i Ujazdowskich oraz ul. Koszykowej i Wiejskiej. Za walki w Warszawie starszy sierżant Ilja Sauiec został, jako pierwsza osoba w batalionie, odznaczony Złotym Medalem 2 klasy z Mieczami „Odznaczenia za Waleczność dla Narodów Wschodnich”.
Niektóre pododdziały batalionu wycofano z Ciechanowa przez Tucholę, Lubichowo k. Starogardu Gdańskiego do Gdańska. W Gdańsku zostały przezbrojone i przeformowane (prawdopodobnie weszły w skład 4. Dywizji Grenadierów Pancernych SS „Polizei”). Zgodnie z rozkazem przez Nowy Dwór Wejherowski i Lębork jednostki te trafiły w dniu 11 marca 1945 do Wejherowa. Tam w rejonie cementowni zostały rozbite, będąc na kierunku natarcia polskiej 1. Brygady Pancernej im. Bohaterów Westerplatte.
Większość żołnierzy batalionu została ewakuowana do Rzeszy. Część oficerów zasiliła nowo formowany w Berlinie 1 Kadrowy Batalion BKA. Reszta kadry oficerskiej i podoficerskiej wraz z żołnierzami ponownie została zorganizowana w batalion. Stacjonował on w miejscowości Albertsdorf i liczył około 600 ludzi. W październiku 1944 inspekcjonował go mjr Franciszek Kuszel. Wkrótce oddział został podzielony, a poszczególne pododdziały rozmieszczone w różnych częściach Rzeszy.
Ostatni białoruscy kolaboranci weszli w skład Brygady Grenadierów SS „Weißruthenien”.